# These Are Special Times
These Are Special Times – bożonarodzeniowy anglojęzyczny album Céline Dion, wydany 31 października 1998 roku.
Album został wydany ponownie w Niemczech, Austrii i Szwajcarii 28 września 2007 roku pod zmienionym tytułem Ihre Schönsten Weihnachtslieder. Płyta zawiera te same utwory jak w wersji oryginalnej, ma jedynie zmienioną okładkę. 2 października 2007 w Ameryce Północnej i 28 października 2007 w Europie These Are Special Times został wydany w edycji kolekcjonerskiej, zawierającej dodatkowo oprócz standardowej płyty CD płytę DVD ze specjalnym godzinnym programem poświęconym wydaniu pierwszej świątecznej płyty piosenkarki Thanksgiving Eve TV wyemitowanym 25 listopada 1998 roku przez stację CBS. Edycja CD+DVD została wydana także 21 listopada 2007 w Japonii i 8 grudnia 2007 w Australii.
Na płycie oprócz popularnych kolęd i świątecznych piosenek takich jak The Christmas Song, Blue Christmas, Feliz Navidad i hymnów Ave Maria, Adeste Fideles znajdują się także zupełnie nowe kompozycje. Jedną z takich jest duet z R. Kellym I'm Your Angel, który stał się wielkim przebojem w Stanach, a także napisany między innymi przez Dion Don't Save It All for Christmas Day. Na płycie znajduje się także piosenka The Prayer nagrana wspólnie z Andreą Bocellim, która na początku marca 1999 roku została wydana jako singel promocyjny.
Album jest jednym z najlepiej sprzedających się krążków tego typu na całym świecie. W Stanach Zjednoczonych jest on drugim najlepiej sprzedającym się świątecznym albumem w erze od 1991 roku, zaraz po albumie Kenny’ego G Miracles: The Holiday Album i tuż przed Merry Christmas Mariah Carey.

## Lista utworów
| #                          | Tytuł                                                                 | Autorzy                                       | Czas trwania |
| -------------------------- | --------------------------------------------------------------------- | --------------------------------------------- | ------------ |
| 1.                         | O Holy Night                                                          | A. Adam, P. Cappeau, J. S. Dwight             | 5:21         |
| 2.                         | Don't Save It All for Christmas Day                                   | P. Zizzo, R. Wake, C. Dion                    | 4:37         |
| 3.                         | Blue Christmas                                                        | J. Johnson, B. Hayes                          | 3:48         |
| 4.                         | Another Year Has Gone By                                              | B. Adams, E. Kennedy                          | 3:24         |
| 5.                         | The Magic of Christmas Day (God Bless Us Everyone)                    | D. Snider                                     | 4:17         |
| 6.                         | Ave Maria                                                             | F. Schubert                                   | 4:55         |
| 7.                         | Adeste Fideles (O Come All Ye Faithful)                               | Traditional                                   | 4:43         |
| 8.                         | The Christmas Song                                                    | M. Tormé, R. Wells                            | 4:13         |
| 9.                         | The Prayer (with Andrea Bocelli)                                      | D. Foster, C. Bayer Sager, A. Testa, T. Renis | 4:29         |
| 10.                        | Brahms' Lullaby                                                       | J. Brahms                                     | 3:32         |
| 11.                        | Christmas Eve                                                         | M. Christensen, C. Frasca                     | 4:16         |
| 12.                        | These Are the Special Times                                           | D. Warren                                     | 4:08         |
| 13.                        | Happy Xmas (War Is Over)                                              | J. Lennon, Y. Ono                             | 4:14         |
| 14.                        | I'm Your Angel (with R. Kelly)                                        | R. Kelly                                      | 5:31         |
| 15.                        | Feliz Navidad                                                         | J. Feliciano                                  | 3:40         |
| 16.                        | Les cloches du hameau                                                 | A. Larrieu                                    | 3:10         |
| Utwór bonusowy (w Japonii) |                                                                       |                                               |              |
| 17.                        | My Heart Will Go On (instrumental)                                    | J. Horner, W. Jennings                        | 4:40         |
| Bonusowy dysk DVD 2007     |                                                                       |                                               |              |
| 1.                         | The Power of Love                                                     | C. Rouge, G. Mende, M.S. Applegate, J. Rush   |              |
| 2.                         | Do You Hear What I Hear? (with Rosie O’Donnell)                       | N. Regney, G. Shayne                          |              |
| 3.                         | O Holy Night                                                          | A. Adam, P. Cappeau, J. S. Dwight             |              |
| 4.                         | Because You Loved Me                                                  | D. Warren                                     |              |
| 5.                         | Let’s Talk About Love                                                 | B. Adams, J.J. Goldman, E. Kennedy            |              |
| 6.                         | The First Time Ever I Saw Your Face                                   | E. MacColl                                    |              |
| 7.                         | My Heart Will Go On                                                   | J. Horner, W. Jennings                        |              |
| 8.                         | The Prayer (with Andrea Bocelli)                                      | D. Foster, C. Bayer Sager, A. Testa, T. Renis |              |
| 9.                         | Ave Maria (performed by Andrea Bocelli)                               | F. Schubert                                   |              |
| 10.                        | End credits (featuring Feliz Navidad and These Are the Special Times) | J. Feliciano D. Warren                        |              |

## Certyfikaty i sprzedaż
| Kraj              | Certyfikat          | Sprzedaż  | Najwyższa pozycja |
| ----------------- | ------------------- | --------- | ----------------- |
| Australia         | 2 x platynowa płyta | 140 000   | 6                 |
| Austria           | platynowa płyta     | 50 000    | 2                 |
| Belgia (Walonia)  | platynowa płyta     | 50 000    | 12                |
| Dania             | platynowa płyta     | 60 000    | 1(2)              |
| Europa            | platynowa płyta     | 1 500 000 | 3                 |
| Finlandia         | złota płyta         | 30 000    | 4                 |
| Francja           | -                   | 60 000    | 23                |
| Holandia          | złota płyta         | 50 000    | 3                 |
| Japonia           | 2 x platynowa płyta | 510 000   | 4                 |
| Kanada            | diamentowa płyta    | 1 000 000 | 1(2)              |
| Meksyk            | -                   | 150 000   | -                 |
| Niemcy            | złota płyta         | 300 000   | 3                 |
| Norwegia          | 2 x platynowa płyta | 100 000   | 1(4)              |
| Nowa Zelandia     | 2 x platynowa płyta | 30 000    | 4                 |
| Polska            | -                   | 30 000    | -                 |
| Stany Zjednoczone | 5 x platynowa płyta | 5 000 000 | 2                 |
| Szwajcaria        | 3 x platynowa płyta | 150 000   | 1(6)              |
| Szwecja           | platynowa płyta     | 80 000    | 1(4)              |
| Wielka Brytania   | złota płyta         | 200 000   | 20                |
| Włochy            | platynowa płyta     | 250 000   | 7                 |